# AFI (musikgrupp)

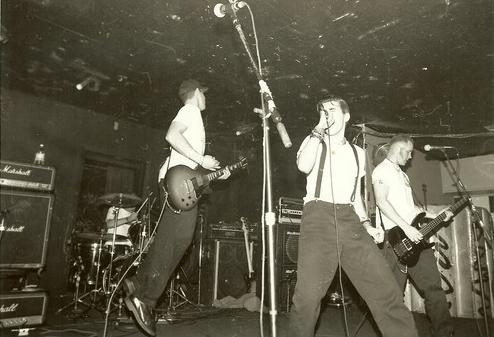
AFI (1995)

AFI (kort för A Fire Inside), är ett amerikanskt rockband.
AFI grundades 1991 av Davey Havok (sång), Mark Stopholese (gitarr), Vic Chalker (bas) och Adam Carson (trummor). Basisten Vic förlorade intresset och ersattes av Geoff Kresge. Kresge lämnade AFI för att bli medlem i Tiger Army och platsen fylldes av Hunter Burgan. 1998 ersattes Mark Stopholese av Jade Puget, som då spelade i bandet Loose Change.

## Medlemmar
- Davey Havok (född 20 november, 1975) – sång
- Jade Puget (född 28 november, 1972) – gitarr
- Hunter Burgan (född 14 maj, 1976) – basgitarr
- Adam Carson (född 5 februari, 1975) – trummor

## Diskografi

### Album
- 1995 – Answer That and Stay Fashionable
- 1996 – Very Proud of Ya
- 1997 – Shut Your Mouth and Open Your Eyes
- 1999 – Black Sails in the Sunset
- 2000 – The Art of Drowning
- 2003 – Sing The Sorrow
- 2006 – Decemberunderground
- 2009 – Crash Love
- 2013 – Burials
- 2017 – AFI
- 2021 – Bodies

### EP
- 1993 – Dork
- 1993 – Behind the Times
- 1994 – Eddie Picnic's All Wet
- 1994 – This is Berkeley Not West Bay
- 1995 – Bombing the Bay
- 1995 – Fly in the Ointment
- 1998 – A Fire Inside EP
- 1999 – Black Sails EP
- 1999 – All Hallow's EP
- 2001 – Days of the Phoenix EP
- 2002 – 336/Now the World Picture Disc

## Videografi
- 2003 – Sing the sorrow (DVD edition)
- 2006 – I heard a voice